# Betaeus macginitieae
Betaeus macginitieae är en kräftdjursart som beskrevs av J. F. L. Hart 1964. Betaeus macginitieae ingår i släktet Betaeus och familjen Alpheidae. Inga underarter finns listade i Catalogue of Life.